# Heinz Piest
Heinz Wilhelm Kurt Karl Piest (* 15. Oktober 1906 in Myslowitz, Landkreis Kattowitz, Oberschlesien; † 31. Oktober 1958) war ein deutscher Ingenieur und Hochschullehrer.

## Leben
Piest schloss 1929 sein Studium in Breslau (Niederschlesien) als Diplom-Ingenieur ab. Anschließend war er bis 1945 als Betriebsleiter des Handwerklichen Instituts an der Technischen Hochschule Breslau tätig. Während dieser Jahre wurde er 1939 in Breslau zum Dr.-Ing. promoviert. Seine Dissertation vom 5. Oktober 1939 trug den Titel „Über die Beeinflussung der Wäsche in der Heißmangel“ (Verlag Noske, Borna-Leipzig 1940). Am 27. Oktober 1939 beantragte er die Aufnahme in die NSDAP und wurde zum 1. Februar 1940 aufgenommen (Mitgliedsnummer 7.456.535).
Piest habilitierte sich 1942 an der TH Breslau für Holztechnologie. Seine Habilitationsschrift vom 16. Juli 1942 hatte das Thema „Grundlagen und Verfahren zur künstlichen Trocknung von Holz unter besonderer Berücksichtigung der kleinen und mittleren Gewerbebetriebe“ (o. O. 1942).
Nach dem Zweiten Weltkrieg war er von 1945 bis 1950 Geschäftsführer der Handwerkskammer Lüneburg-Stade. Im Jahr 1949 habilitierte er sich um – ebenfalls für Holztechnologie – an die Technische Hochschule Hannover. 1950 wurde er Oberregierungsrat. 1951 erhielt er einen Lehrauftrag an der TH Hannover und wurde dort 1956 außerplanmäßiger Professor.

## Ehrungen
Nach ihm wurde das Heinz-Piest-Institut an der heutigen Gottfried Wilhelm Leibniz Universität Hannover benannt.